# Neptunea middendorffiana
Neptunea middendorffiana är en snäckart som beskrevs av Henry Dunlap MacGinitie 1959. Neptunea middendorffiana ingår i släktet Neptunea och familjen valthornssnäckor. Inga underarter finns listade i Catalogue of Life.

## Bildgalleri

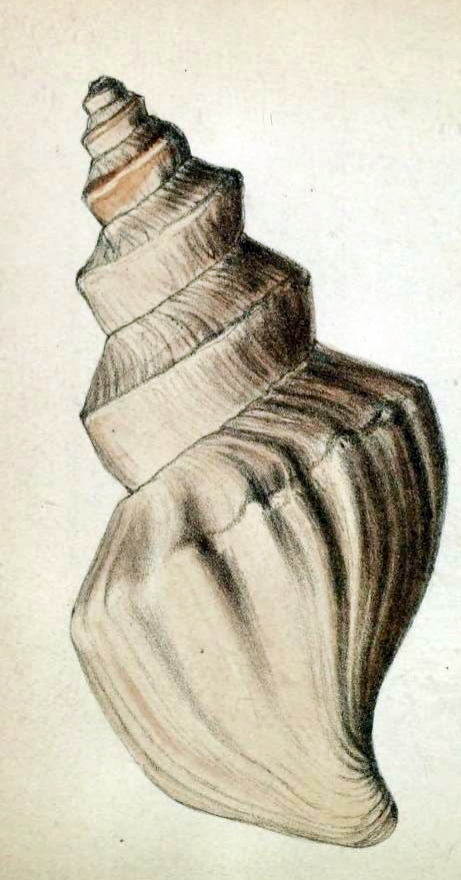
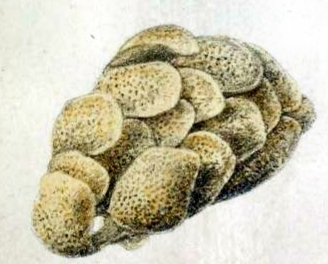